# Ngarabekus
Ngarabekus ist eine unbewohnte Insel von Palau.

## Geographie
Ngarakebus ist eine winzige Insel in der Karamadoo Bay, einer Bucht der Komebail Lagoon, in Babelthuap. Sie liegt im Gebiet des administrativen Staates Ngatpang in einer völlig von Mangroven überwucherten Stelle, so dass sie vom Wasser aus unerreichbar ist.